# Prochoerodes accentuata
Prochoerodes accentuata là một loài bướm đêm trong họ Geometridae.